# Hanaford
Hanaford – wieś w Stanach Zjednoczonych, w stanie Illinois, w hrabstwie Franklin.